# 擬圏
擬圏（英: quasi-category、弱Kan複体、内部Kan複体、無限圏、 ∞-圏、ボードマン複体、クォータゴリーとも呼ばれる）とは、圏の一般化である。このような一般化の研究は、高次圏論として知られている。
擬圏は、 Boardman & Vogt (1973)によって導入された。アンドレ・ジョヤルは擬圏の研究を大幅に進歩させ、圏論における概念や定理の多くが擬圏に対する類似を持つことを示した。
擬圏はある種の単体的集合として定義される。通常の圏と同様、対象（0-単体）と対象間の射（1-単体）が含まれる。ただし、圏とは異なり、射の合成は一意的とは限らない。与えられた2つの射の合成として構成できるすべての射は、高次の可逆射によって相互に関連付けられる。高次の射に対しても合成が定義できるが、それはさらに高次の可逆射の分の不定性を持つ。
高次圏論（少なくとも、高次の射が可逆であるもの）の特徴は、通常の圏論とは対照的に、2つの対象の間に（単なる集合ではなく）射の空間を考えるという点である。これは位相空間の圏で豊穣化された圏、すなわち位相圏（topological category）を高次圏とみなす視点を与える。しかしルーリーは位相圏のなすモデル圏と擬圏のモデル圏がキレン同値であることを示しており、この意味で位相圏の理論と擬圏の理論は等価である。

## 参照
- モデル圏
- 安定した無限圏
- ∞-亜群
- 高次圏論
- 球形集合